# مارسيلو سواريس
مارسيلو سواريس (9 مارس 1982 في ماسايو في البرازيل – )؛ هو لاعب كرة قدم سابق كان يلعب كمهاجم.

## وصلات خارجية
- مارسيلو سواريس على موقع رابطة كرة القدم اليابانية للمحترفين (اليابانية)
- مارسيلو سواريس على موقع قاعدة بيانات كرة القدم.إي يو (الإنجليزية)
- مارسيلو سواريس على موقع Soccerway.com (الإنجليزية)